# 电击法治疗网络成瘾
电击法治疗网络成瘾是由中华人民共和国山东省临沂市第四人民医院副院长、杨永信网络成瘾戒治中心主任杨永信发明的替代疗法，宣称可以透過電擊來治療青少年网络成瘾。此外，广州白云心理医院网瘾治疗中心和豫章书院也使用過電擊治療。

## 网瘾治疗
杨永信称，网瘾患者存在的问题并不只是网瘾自身，还包括认知偏差和性格缺陷；患者会逐渐失去人性而出现“兽性”。因此，最重要的是要矫正患者的性格缺陷。2006年初开始，杨永信开始在山东省临沂市第四人民医院网瘾戒治中心工作，声称探索出一套心理、药物、物理与工娱并行的治疗方法。

### 盟友
杨永信接纳的网瘾患者年龄小至12岁，大至30多岁，大多数为因为受骗进网戒中心而被强迫接受治疗。网戒中心还设有“别动队”，由在网戒中心的强壮的家长和“患者”组成。“别动队”应家长要求负责抓“患者”入院。网戒中心与家长签订协议，使监护权“暂时转交”给中心。
|                                                  | 只要把他弄来，就走不掉。 |
| ——记者在网戒中心听到的最多的一句话，《都市时报》 |                          |

新来的“病人”首先要经过搜身拖进13号室（后更名为“行为矫正治疗室”）进行電痙攣療法（后改用所谓的低频脉冲治疗）。根据《战网魔》的记载，杨永信曾对一名被按在床上电击的成年女性（“少女”）说，电击难受则意味着患有网瘾。杨永信要求称入院的“患者”为“盟友”，宣称是为了淡化治疗的沉重感。
|                                              | 杨叔只用了两天时间就让孩子跪倒在了我的面前道歉。 |
| ——一名网戒中心的家长兴冲冲地说，《都市时报》 |                                                  |

盟友必须交出自己的手机、MP3、游戏账号和密码，以及QQ的密码和密码保护，上厕所也不能锁门，成为一个无隐私的人。杨永信和网戒中心对盟友实行封闭式军事化管理，盟友被要求每天身着迷彩服。除了清早跑操和周日“看看大自然”，盟友活动空间只有那三层的走廊和一般住了四个家庭的小室，到哪里都被十几双眼睛盯着。盟友不可以“说错话”，不能把“治疗”叫做“电击”，正如“盟友”不能把“上报”叫做“告密”——因为杨永信已经肯定了“上报”。
在“自我晾晒课”上，“盟友”被要求当众坦白进来之前的“种种恶行”。“盟友”往往通过丑化过去的自己，来体现杨永信的“效果”，以避免遭到电击。杨永信或他的“点评师”早晚两次对“盟友”施以“心理点评课”，在课堂上“点评”和“辅导”。课堂上，如果出现不配合的情况也会被送进行为治疗室（13号室）电击，类似的行为在网戒中心的规定中被称为“矫情”和“挑战永信模式”。
但杨永信和他的心理治疗师均没有《心理治疗师资格证》。杨永信在中心内设立“戒瘾网吧”，但唯一被允许登录的是杨永信网戒中心的论坛。杨永信同时也会令“盟友”服用精神类药物（杨永信骗家长是“补脑药”），并使用包括电痉挛疗法在内的极端治疗手段，作为“醒脑疗法”和惩戒手段。杨永信在网戒中心使用的“心理治疗仪”实际上就是电休克治疗仪，但杨表示其使用的电流很微弱，只会令“患者”感到“相当的疼”，而不会对其造成伤害。不过世界卫生组织出版的刊物则强调，应立法禁止对未成年人进行电休克，禁止杨永信所使用的未改良的电休克，电休克治疗须获得知情、同意。而《中国青年报》曾以《“那夜，我从网戒中心跳楼逃出”（页面存档备份，存于）》为标题报道一个“患者”从“某知名网戒机构”接受两次电击后，已经发了四次心脏病（房颤）。
根据杨永信在2009年4月所作的报告，网戒中心成立三年以来，已收治全国各地网瘾患者近3000名，治愈率达96%。但也有网戒中心的工作人员向记者透露，有第二次、第三次甚至第七次送回来的孩子。还有家长表示，自己把孩子送进杨永信的网戒中心，并非因为发现孩子有网瘾，只是想省心而把孩子关几天。但孩子在治疗室（13号室）待过后，承认有“网瘾”。
|                                            | 当初就是想省心，又怕孩子学坏，就想找个地方把孩子关几天。 |
| ——“盟友”沈浩的母亲，《健康报》、《人民网》 |                                                          |

出院“盟友”沈浩（化名）发现，数名自己了解的“盟友”也和他一样，并非沉迷于网络不能自拔，只是因为这样或者那样的原因被家长送进来，经过（13号室）“治疗”而承认自己有“网瘾”。

### DX-IIA电休克治疗仪
杨永信所使用的电疗设备为“DX-IIA电休克治疗仪”，由上海医疗专科学校实验工厂生产，是一种抽搐型电痉挛治疗仪，适用于狂躁型精神病患者，使用时可以引起患者意识丧失和痉挛发作。该设备输出的50Hz脉冲正弦半波是一种持续增强与减弱的电流，可能会对患者的认知和脑电图产生不良影响。说明书称仅适用于18岁以上的成年人。上海医疗专科学校实验工厂生产该设备的销售许可期限是由1996年－2000年。国家药品与食品监督局表示从2000后就没再批准此型号产品上市，也就是说临沂市第四人民医院于2004年购入的此设备为非法产品。

### 13号室
|                                                | 13号室，我一辈子都不会忘记的地方， 在那里第一次感受到了万剑穿心的感觉，被电击时真是生不如死。 |
| ——曾经经历过电击的小宇，新华社《国际先驱导报》 |                                                                                               |

|                                                                      | 宁愿一下突然死了，也不愿再做电疗。 |
| ——曾遭受12次电击的女生小雪，中央电视台《经济半小时》、《南方都市报》 |                                    |

杨永信的一切治疗都要从13号室开始。房间并不大，最里面靠窗的位置有一张小黑床，现在有隔音墙隔音。“治疗”开始前，门会关上，家长不得入内。床头是一台两巴掌大的仪器，数名身强力壮的“接待”负责把新人的腿脚及肩膀按住。“盟友”嘴里会被塞进橡皮牙垫（以防咬舌自杀）。仪器通电后，它的两只蓝色“尾巴”触碰到新来“患者”的太阳穴时，“接待”要花更大的力气，才能保证新人不从床上滚下来。
新人往往对自己被骗感到不满和委屈，也不愿意留下“戒网”，有的还会跟杨永信等理论。杨永信表示，只要借助电击来“循循善诱”，孩子就不委屈，不抱怨了。问他（她）能不能在这儿很好地配合治疗，也会说：“行！”
多数新人很快就屈服，他们把那感受形容为“100万根针从脑袋穿过”。
|                      | 如果你认识不到自己的错误，我就一直做下去。 |
| ——杨永信，《战网魔》 |                                            |

在13号室，电手是比电头更加严厉的“治疗”，“治疗”时全身肌肉都不受意识控制，被“治疗”者通常都会被电得尿裤子，甚至大便拉在裤子上。
身高1.85米，体重100公斤的寇姓大一男生曾是名激烈的反抗者。爱好运动的他被电得小便失禁，经过“不知多长时间”的电击，“彻底服了”。走出13室立即大哭，也不敢跟父亲解释。只记着按操作仪器的医生话：“你有网瘾，出去马上跟你父亲认错，自觉跟他说你要留下来看病。”
13号室对“盟友”们有极大的威慑力，曾有女性“盟友”在门口便呕吐起来。在网戒中心，有的家长主动申请电击自己的孩子，因为“电完就乖了”。
13号室的门口用中英文写着：告别网瘾，重塑自我。而13号室的门牌，现在已经更换下来。

### 跪拜操
曾经的“盟友”小雪告诉中国中央电视台《经济半小时》记者，网戒中心令她每天磕200个“跪拜操”。要求五体投地连续拜完，尽管磕四五十个便会腰痛难忍。后来的CT检查发现，小雪的腰间盘突出了。家长要求出院，杨永信表示必须先由他亲自电击小雪1个小时。小雪和母亲不得不趁外出敷药之际，舍弃生活用品以及4000多元“治疗费”，逃离网戒中心。

### “和谐”
有记者实地采访网戒中心时，认为中心内秩序井然，气氛和谐，孩子们状态良好，但也有参访过的当地官员向记者表示，感觉那里和谐得不够真实，医院也阻止他与孩子单独接触。网戒中心内制度森严，一旦“盟友”略有违规表现，甚至上厕所锁门、吃巧克力、未经允许坐“杨叔”（楊永信）的椅子以及所谓的“执迷不悟”、“挑战杨叔模式”、“忽悠家长想回家”或与父母谈论“治疗”，都会招来电击之罚。
|                                      | 在那里我演得可好了……不那样我怎么出去啊？ |
| ——已出院“患者”宋某，《南方人物周刊》 |                                          |

这种“和谐”是院方和家长梦寐以求的，所有新加入者，必须配得上这种“和谐”。网戒中心的每一个人都彬彬有礼，每一个表情都张弛有度，没有人会激情澎湃（会被当成“兴奋典型”），也没有人会低头不语（会被当成“消极典型”），每一次鼓掌都看起来热烈而真诚，每一个发型都“符合大众眼光”，没有挑食，没有口头禅，没有摇头晃脑，没有人说“靠”、“晕”和“汗”。然而，“低俗”的定義似乎十分模糊。一个女孩子吃午饭时唱蔡依林的《舞娘》而被拉进13号室电击。有人在机会难得的篮球比赛中，兴奋之时喊了声“Yeah”第二天便被球友上报。
有网民发帖表示，中心曾经每月至少有一次干部参观，这个时候网戒中心的氛围变得异常紧张，因为这个时候盟友的任何一点微小错误都意味着被电休克。

### “100%戒网瘾”中药“戒网饮”
2006年11月7日以杨永信为首的网戒中心几名工作人员，向中华人民共和国国家知识产权局申请专利，自称发明了一种“总有效率为100%”的戒网瘾中药，名曰：“戒网饮”，配方为：生地12g、熟地10g、益智仁12g、石菖蒲10g、远志10g、夜交藤12g、合欢皮15g、酸枣仁15g、女贞子10g、旱莲草10g、淮小麦30g、甘草10g、大枣5枚，声称无毒无副作用。但国家知识产权局官方网站显示，知识产权局至今没有为其颁证。2020年，杨永信声称自己研发出“100％治疗网瘾的药物”，但未经证实。
“戒网饮”的《专利申请公开说明书》称药品通过网戒中心的“患者”进行了药物试验，并共列举了10名参加试药的“患者”，而这10名中有7名为未成年人，最小的年仅14岁。

### 电击被叫停后
卫生部叫停电刺激后，杨永信用所谓的“低频脉冲”代替电休克。
《IT时报》等媒体于2009年11月23日发表了新的调查结果。学生彭俊（化名）于2009年7月被妈妈骗到杨永信网戒中心，彭俊在第一天便遭到了所谓的“低频脉冲”，彭俊称，虽然有些难受，但还可以忍受。第二天，彭俊再次被带进治疗室，这次“治疗”时不仅有铁片贴在太阳穴上，还有两根针插在眉心和人中上，感觉也和昨天大不一样，“真的受不了，非常痛苦，难受得喘不过气来”。彭俊说，一次脉冲的时间在3-8秒，然后停下来，之后又是新一轮的脉冲，如此反复，“停下来就是让你喘口气。治疗室一直放着氧气瓶，万一喘不过气时可以紧急使用”。一名“盟友”被扎了6针，最后出来时口吐白沫。而杨永信私下对“盟友”说，“如果插10根针，5秒钟也坚持不了”。
经历过“电击”和“脉冲”两种疗法的老“盟友”则表示医生曾说，贴铁片再扎针，是“脉冲强化治疗”，比以前的电击还难受。甚至杨永信有次直接跟一些“盟友”说，脉冲疗法和电击疗法就是换汤不换药。
媒体调查显示杨永信所用的“低频脉冲治疗仪”与市面常见的低频脉冲治疗仪有很大的出入，杨永信网戒中心对此解释含糊，并矢口否认会有痛苦。网戒中心的这种说辞受到脱离网戒中心控制的彭俊坚决反对。

## 社会争议

### 患者和媒体负面评论
对于杨永信治疗方式最大的争议集中在其使用的电击手段上。这种治疗方法在医学上称为“电刺激厌恶治疗”，是一种通过刺激性惩罚，令“患者”对其不良行为和刺激惩罚建立条件反射，以期消除“不良行为”的治疗方法。但杨永信的网戒中心并没有“不良”上网的条件，而上厕所锁门、吃巧克力、未经允许坐“杨叔”的椅子以及所谓的“执迷不悟”、“挑战杨叔模式”、“忽悠家长想回家”也会获得“电刺激厌恶治疗”。对于这一精神疗法，北京、上海等地均已建立起相关制度加以规范，但网戒中心所在的山东省则并无任何规定。
网民多数直指其使用电击虐待患者毫无人道，“让人生不如死”。不少曾经接受治疗的患者在接受平面媒体采访时，也表达了类似看法，形容网戒中心“和传销一样”，如同地狱。有评论指出，这种对未成年人施加电击的做法，侵犯了孩子的人权。还有法律专业网站评论认为电击违反了《未成年人保护法》中的“禁止对未成年人实施家庭暴力，禁止虐待、遗弃未成年人。”的条款，电击可能致伤及严重致死的危害，最高完全可按故意伤害罪论处。
|                                    | 在对网瘾少年的治疗中，依然采用治疗神经病的手段和方式。甚至滥用电击、殴打、下跪、监禁等方法。严重侵害了孩子的人权，受到很多家长的抗议，也涉及了相关法律问题。 |
| ——中国青少年网络协会，《东方早报》 | |

|                                                                                | 我告诉你们，我活着就是让你们痛苦的。 从此我不读书，不上大学，不结婚，不生孩子，让你们断子绝孙。 |
| ——一个经过“治疗”的16岁香港“患者”回家对父母说的第一句话，新华社《国际先驱导报》 |                                                                                                 |

|                                  | 在那里治疗的孩子都吃药。天天开会，引导你哭你就得哭， 引导你笑你就得笑，引导你跪下你就得跪下，引导你干啥你就得干啥。一句话不合适，罚。 |
| ——跳楼出逃的小龙，《中国青年报》 | |

|                                | 在这里呆过的人，不是成了傻子，就是成了人精。 |
| ——“接待”寇某，《南方人物周刊》 |                                              |

不过，杨永信表示，网戒中心使用电击的次数非常少，每个人只有一两次，而且使用的电流也十分微弱，只有1至5毫安。但有记者实地采访时却发现，网戒中心使用的治疗仪最小电流刻度值即为10毫安。有被送入治疗“网瘾”但已经出院的孩子表示，常用电流为10-20毫安。曾担任“接待”兼“生活委员”且已出院的小坤对中央电视台《新闻调查》表示，他“接待”时亲眼见过的是10-40毫安，他认为5毫安不可能，因为会几乎没有感觉。而正在网戒中心接受治疗的孩子，在接受《新闻调查》记者在医院的公开采访时，有的表示见过的最高的为5毫安，而有的表示见过最高的为0.3毫安，比杨永信所说的最低电流还低。
而留美生物学博士方舟子则发表文章表示，通过对脑部施加电击诱发抽搐并改变大脑功能，其机理至今不明，但损害记忆和认知功能是已知的；杨永信的治疗手段已经违反了国际惯例和世界卫生组织要求。

### 卫生部叫停电疗
2009年7月13日，中华人民共和国卫生部在其网站上发布《关于停止电刺激（或电休克）治疗“网瘾”技术临床应用的通知》。卫生部在组织专家研究后，认为电刺激（或电休克）疗法的安全性、有效性尚不明确，国内外暂无此类临床依据，因此要求停止该疗法的临床应用。随后，临沂市精神病医院表示已停止相关电击疗法，但仍然在继续收治网瘾患者。根据记者调查，网瘾中心并未因此受到明显影响，运营状况依旧火爆。杨永信自称已经停用电休克，改用“低频脉冲”。但“低频脉冲”却依然是用来制造痛苦的工具。

### 網信辦拟叫停
2017年1月6日，国家互联网信息办公室公布《未成年人網絡保護條例（送審稿）》。送審稿规定，禁止通過非法手段，干預未成年者沉迷網路。當局要求教育、衞計等部門介入協助。这也意味着一旦《条例》正式实施，采用电击法治疗网瘾的形式也将叫停。